# Нові Каксі (Вавозький район)
Нові Каксі́ (рос. Новые Какси) — присілок у Вавозькому районі Удмуртії, Росія.
Населення — 49 осіб (2010; 99 в 2002).
Національний склад (2002):
- удмурти — 96 %

Урбаноніми:
- вулиці — Зарічна, Центральна